# Suiren Blue
Suiren Blueは現在、高エネルギー加速器研究機構で運用中のスーパーコンピュータである。
PEZY ComputingとExaScalerによって開発されるExaScaler-1.4を用いた倍精度浮動小数点演算での最大演算性能が428.3 TFlopsの液浸冷却システムを備えたシステムである。液浸冷却システムのため、同規模の計算能力の従来機よりも冷却効率が優れる。水辺の植物である「青睡蓮」にちなんだ名称。2015年6月より稼動開始。

## 概要
空冷を前提とした市販のマザーボードなどを流用したSuirenに対して、Suiren Blueでは、Brick（ブリック）という独自開発の直方体形状の電子基板複合体とこのBrick16本を収容するための液浸冷却槽で構成される事で液浸冷却に最適化された形となっているためSuiren Blueは僅か1台の液浸冷却槽による構成でSuirenの約4分の1の設置面積で同等の演算性能を実現した。
Suirenと比較して使用されるPEZY-SCプロセッサは同じ256個で使用するメモリがDDR3からDDR4に変更され、容量がホストメモリ、主演算部メモリ共に8192 GBから4096 GBに半減した。ノード数は32から64に倍増した。冷却槽は4から1に減り、室外機は8台から1台、循環ポンプは4台から1台に減った。
メモリをDDR3からDDR4に変更したため、メニーコアプロセッサPEZY-SC1個当たりの搭載メモリ容量が半分になった事が原因で実行性能はSuirenよりもやや低い結果が出た。
2015年6月のTOP500では392位、Green500では1位のShoubuと僅差で2位になった。